# 西单女孩
西单女孩（1988年—）本名任月丽，家住中國河北省涿州，是一位曾經在中国北京的西单地下通道卖唱的女孩。一位网友拍摄其翻唱的《天使的翅膀》DV被传到网上 ，这个视频打动了许多人，而迅速成为点击率攀升最快的视频之一。这个女孩被大家称为“西单女孩”或“西单天使”。

## 推手
据报道，西单女孩的演唱视频由网名为“非我非非我”的網路推手缐永京推广并爆红网络。

## 再次现身西单地下通道
2009年2月24日“芝麻拍客”网友将一周前采访西单女孩的视频上传至优酷网，再次引起轰动。西单女孩的真实身份随即盖棺定论。她的真名为任月丽，为北漂歌手。家境贫寒，有着得天独厚的嗓音和乐感，对音乐有着深深的挚爱。每日早晨骑车从市郊租的房屋到西单地下通道演唱，风雨无阻。唱歌在她的生命中已经如同吃饭睡觉一样必不可少。

## 後續
2010年4月，任月丽與北京一家艺术公司签约。2015年11月，西单女孩與男歌手高安共同推出歌曲《你不来我不老》。

## 書籍
- . 中国出版集团、现代教育出版社. 2011. ISBN 7510604923 （中文）.

## 唱片
- 2012: 西单女孩

## 電影
- 2013 — 阳光留守[8]